# Diamesa hamaticornis
Diamesa hamaticornis är en tvåvingeart som beskrevs av Jean-Jacques Kieffer 1924. Diamesa hamaticornis ingår i släktet Diamesa och familjen fjädermyggor. Inga underarter finns listade i Catalogue of Life.